# The Penthouse: War in Life
The Penthouse: War in Life (펜트하우스 Penteuhauseu) ist eine südkoreanische Fernsehserie mit Lee Ji-ah, Kim So-yeon, Eugene, Um Ki-joon, Park Eun-seok und Yoon Jong-hoon. Die Serie wurde seit dem 26. Oktober 2020 auf SBS ausgestrahlt.

## Handlung
Die Serie erzählt die Geschichte von wohlhabenden Familien, die im Hera-Palast leben, und ihren Kindern an der Cheong-ah Arts School.

## Besetzung

### Hauptdarsteller
- Lee Ji-ah als Shim Su-ryeon
- Kim So-yeon als Cheon Seo-jin
- Eugene als Oh Yoon-hee

### Nebendarsteller

#### Die Familie Shim Su-ryeon
- Um Ki-joon als Joo Dan-tae, Shim Su-ryeons Ehemann
- Kim Young-dae als Joo Seok-hoon, Dan-taes Zwillingssohn
- Han Ji-hyun als Joo Seok-kyung, Dan-taes Zwillingstochter
- Na So-ye als Joo Hye-in, Su-ryeons Tochter
- Jo Soo-min als Anna Lee / Min Seol-ah, Tutor von Joo Seok-hoon und Joo Seok-kyung und biologische Tochter von Shim Su-ryeon

#### Die Familie Cheon Seo-jin
- Yoon Jong-hoon als Ha Yoon-cheol, Cheon Seo-jins Ehemann
- Choi Ye-bin als Ha Eun-byeol, Seo-jin und Yoon-cheols Tochter
- Jung Sung-mo als Cheon Myung-soo, Seo-jins Vater
- Ha Min als Kang Ok-gyo, Seo-jins Mutter
- Shin Seo-hyun als Cheon Seo-young, Seo-jins kleine Schwester
- Ahn Tae-hwan als Seo-Youngs Ehemann, Seo-jins Schwager

#### Die Familie Oh Yoon-hee
- Kim Hyun-soo als Bae Ro-na
- Hwang Young-hee als Yoon-hees Stiefmutter
- Unbekannt als Bae Ho-cheol

#### Kang Ma-ri und Familie
- Shin Eun-kyung als Kang Ma-ri
- Jin Ji-hee als Yoo Je-ni
- Heo Sung-tae als Yoo Dong-pil

#### Lee Kyu-jin und Familie
- Bong Taekyu als Lee Kyu-jin
- Yoon Joo-hee als Geh Sang-ah, Lee Kyu-jins Frau
- Lee Tae-bin als Lee Min-hyeok, Sohn von Kyu-jin und Sang-ah
- Seo Hye-rin als Wang Mi-ja, Kyu-jins Mutter